# Euphyia sintenisi
Euphyia sintenisi är en fjärilsart som beskrevs av Otto Staudinger 1892. Euphyia sintenisi ingår i släktet Euphyia och familjen mätare. Inga underarter finns listade i Catalogue of Life.